# Моргед (Папуа Нова Гвінея)
Моргед (англ. Morehead) — містечко в Папуа Новій Гвінеї, район Південний Флай у Західній провінції. Розташоване у південній частині папуанської половини острова Нова Гвінея, регіон Папуа.

## Географія
Громада лежить на півдні провінції на південний захід від гирла річки Флай.

### Клімат
Селище знаходиться у зоні, котра характеризується кліматом тропічних саван. Найтепліший місяць — грудень із середньою температурою 27.6 °C (81.7 °F). Найхолодніший місяць — липень, із середньою температурою 25.1 °С (77.2 °F).
| Клімат Моргеда          | Клімат Моргеда | Клімат Моргеда | Клімат Моргеда | Клімат Моргеда | Клімат Моргеда | Клімат Моргеда | Клімат Моргеда | Клімат Моргеда | Клімат Моргеда | Клімат Моргеда | Клімат Моргеда | Клімат Моргеда | Клімат Моргеда |
| Показник                | Січ.           | Лют.           | Бер.           | Квіт.          | Трав.          | Черв.          | Лип.           | Серп.          | Вер.           | Жовт.          | Лист.          | Груд.          | Рік            |
| Середня температура, °C | 27,2           | 27             | 27,1           | 27,1           | 26,7           | 25,7           | 25,1           | 25,2           | 25,9           | 26,7           | 27,4           | 27,6           | 26,6           |
| Норма опадів, мм        | 271.1          | 240.2          | 249.9          | 189.3          | 134.1          | 67             | 62.4           | 27.8           | 42             | 63.4           | 88.2           | 196            | 1631.4         |
| Днів з опадами          | 18,6           | 18,3           | 19             | 15,3           | 13,7           | 11,7           | 12,4           | 9,2            | 8,9            | 8,3            | 8,9            | 14,1           | 158,4          |
| Вологість повітря, %    | 82.8           | 83.6           | 83.7           | 82             | 82.5           | 81.4           | 80.2           | 78.7           | 77.3           | 76             | 76.3           | 79             | 80.3           |
| ----------------------- | -------------- | -------------- | -------------- | -------------- | -------------- | -------------- | -------------- | -------------- | -------------- | -------------- | -------------- | -------------- | -------------- |
| Джерело: Weatherbase    |                |                |                |                |                |                |                |                |                |                |                |                |                |

## Інфраструктура
- містечко обслуговує аеропорт (код ІКАО AYEH)[3]